# 帕特坦
帕特坦（Pattan），是印度查谟-克什米尔邦Baramula县的一个城镇。总人口11409（2001年）。

## 人口
该地2001年总人口11409人，其中男性5925人，女性5484人；0—6岁人口1571人，其中男709人，女862人；识字率36.56%，其中男性为44.12%，女性为28.39%。